# East Tytherley
East Tytherley est une paroisse civile et un village du Hampshire, en Angleterre.